# Saint-Athanase
Pour les articles homonymes, voir Saint Athanase.
Ne doit pas être confondu avec l'ancienne municipalité de Saint-Athanase qui fut fusionnée à la ville de  Saint-Jean-sur-Richelieu.
Saint-Athanase est une municipalité dans la municipalité régionale de comté du Témiscouata  au Québec (Canada), située dans la région administrative du  Bas-Saint-Laurent.

## Toponymie
La municipalité de Saint-Athanase, alors une desserte, fut dénommé ainsi en l'honneur d'Athanase Guy, de Québec, qui dota la chapelle locale d'un harmonium.

## Histoire
La première desserte catholique fut fondée en 1922, la première messe y est célébrée en juillet de la même année, un premier curé résident est alors nommé. La municipalité de Saint-Athanase est érigée civilement le 1er janvier 1955, le territoire était jusqu'alors dépourvu de toute organisation municipale.
Saint-Athanase est l'une des localités organisatrices du Ve Congrès mondial acadien en 2014.

### Chronologie
- 1er janvier 1955 : Érection de la municipalité de Saint-Athanase à partir d'un territoire dépourvu d'organisation municipale.

## Géographie

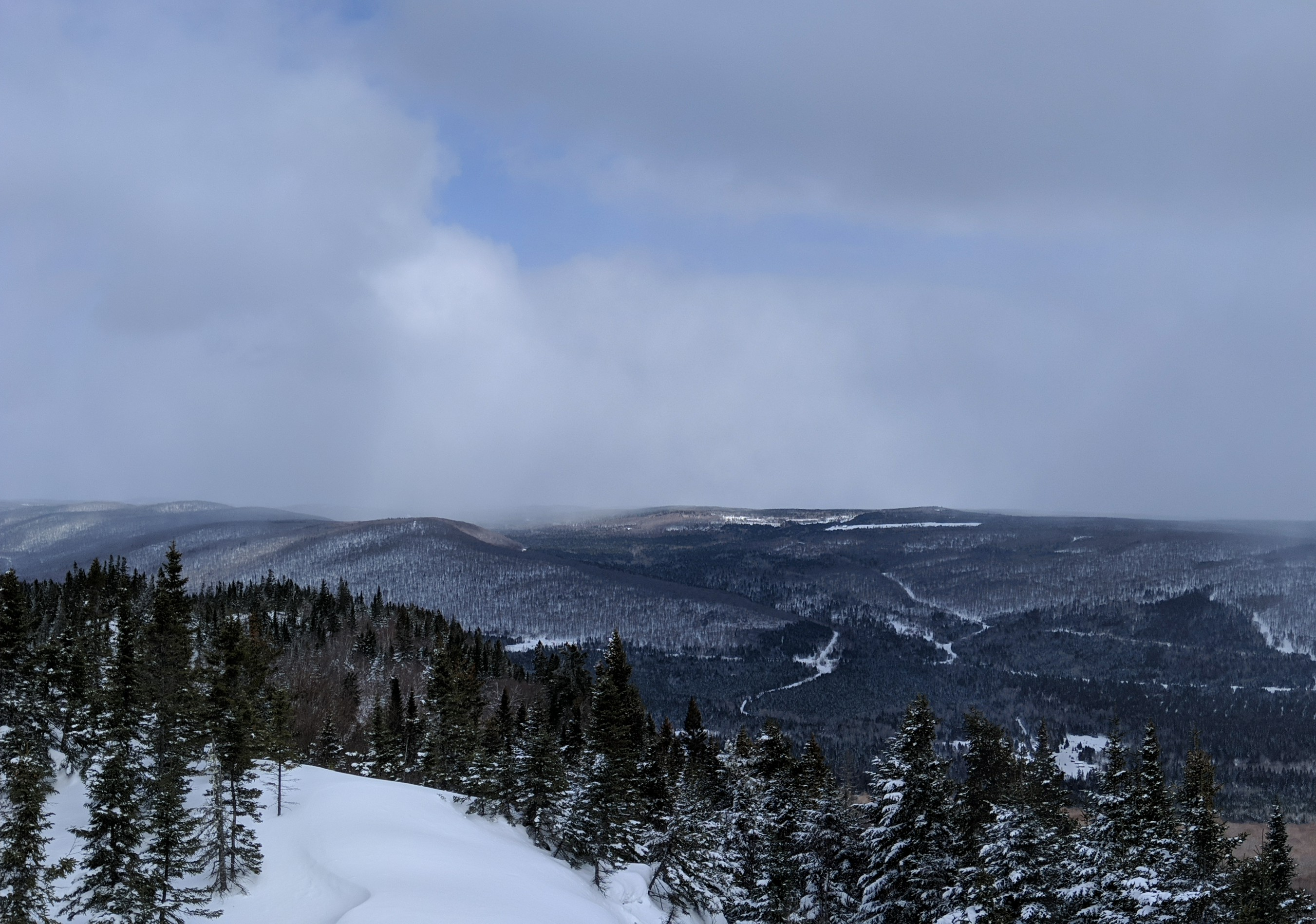
Vue à partir du Mont Thompson à Saint-Athanase à l'hiver 2020.

À partir de son crénon, dans le nord-ouest de la municipalité, la rivière Fourchue coule vers nord.
À partir du lac au Canards, dans le centre-nord, la rivière aux Loutres coule vers l'ouest.
À partir du lac à la truite, dans l'ouest, la rivière Noire coule vers le nord puis vers le sud.
À partir du lac Boucanée, dans le nord-est, la rivière Boucanée coule vers l'est.

## Démographie
| 1931 | 1941 | 1951 | 1956 | 1961 | 1966 | 1971 | 1976 | 1981 |
| ---- | ---- | ---- | ---- | ---- | ---- | ---- | ---- | ---- |
| 475  | 693  | 873  | 850  | 726  | 567  | 538  | 456  | 432  |

| 1986 | 1991 | 1996 | 2001 | 2006 | 2011 | 2016 | 2021 | - |
| ---- | ---- | ---- | ---- | ---- | ---- | ---- | ---- | - |
| 422  | 384  | 391  | 336  | 321  | 301  | 317  | 303  | - |

## Administration
Les élections municipales se font en bloc pour le maire et les six conseillers.
| Saint-Athanase Maires depuis 2005                                                                                    |                 |         |          |
| Élection | Maire           | Qualité | Résultat |
| 2005 | Mario Patry     |         | Voir     |
| 2009 | Aucun candidat  |         | Voir     |
| 2013 | André St-Pierre |         | Voir     |
| 2017 | André St-Pierre | Voir    |          |
| 2021 | Mario Patry     |         | Voir     |
| Élection partielle en italique Depuis 2005, les élections sont simultanées dans toutes les municipalités québécoises |                 |         |          |